# National Basketball Association 1957-1958
La stagione della National Basketball Association 1957-1958 fu la 12ª edizione del campionato NBA. La stagione finì con la vittoria dei St. Louis Hawks, che sconfissero i Boston Celtics per 4-2 nelle finali NBA.

## Squadre partecipanti
- Boston Celtics
- Cincinnati Royals
- Detroit Pistons
- Minneapolis Lakers

- N.Y. Knicks
- Philad. Warriors
- St. Louis Hawks
- Syracuse Nationals

## Classifica finale

### Eastern Division
| Squadra               | V  | P  | %    | GB |
| --------------------- | -- | -- | ---- | -- |
| Boston Celtics        | 49 | 23 | 68,1 | -  |
| Syracuse Nationals    | 41 | 31 | 56,9 | 8  |
| Philadelphia Warriors | 37 | 35 | 51,4 | 12 |
| New York Knicks       | 35 | 37 | 48,6 | 14 |

### Western Division
| Squadra            | V  | P  | %    | GB |
| ------------------ | -- | -- | ---- | -- |
| St. Louis Hawks C  | 41 | 31 | 56,9 | -  |
| Cincinnati Royals  | 33 | 39 | 45,8 | 8  |
| Detroit Pistons    | 33 | 39 | 45,8 | 8  |
| Minneapolis Lakers | 19 | 53 | 26,4 | 22 |

## Vincitore
| Campione NBA 1957-1958      |
| --------------------------- |
| St. Louis Hawks (1º titolo) |

## Statistiche
| Categoria | Giocatore      | Squadra            | Stat  |
| --------- | -------------- | ------------------ | ----- |
| Punti     | George Yardley | Detroit Pistons    | 2.001 |
| Rimbalzi  | Bill Russell   | Boston Celtics     | 1.564 |
| Assist    | Bob Cousy      | Boston Celtics     | 463   |
| FG%       | Jack Twyman    | Cincinnati Royals  | 45,2  |
| FT%       | Dolph Schayes  | Syracuse Nationals | 90,4  |

## Premi NBA
- NBA Most Valuable Player Award: Bill Russell, Boston Celtics
- NBA Rookie of the Year Award: Woody Sauldsberry, Philadelphia Warriors
- All-NBA First Team:
  - Dolph Schayes, Syracuse Nationals
  - George Yardley, Detroit Pistons
  - Bob Pettit, St. Louis Hawks
  - Bob Cousy, Boston Celtics
  - Bill Sharman, Boston Celtics
- All-NBA Second Team:
  - Cliff Hagan, St. Louis Hawks
  - Maurice Stokes, Cincinnati Royals
  - Bill Russell, Boston Celtics
  - Tom Gola, Philadelphia Warriors
  - Slater Martin, St. Louis Hawks